# 朱婷 (江西演員)
朱婷（1986年5月29日—），中國女演員。

## 生平
1986年出生于江西鷹潭，2000年投身演艺界，因为電視劇大宅門而开始有名气。